# Ibibo Group
Ibibo Group — індійська туристична онлайн-організація, заснована в січні 2007 року Ашішем Кашьяпом. Компанія є дочірньою компанією MakeMyTrip (MMT) Limited, яка володіє 100 % акцій Ibibo Group.
Група володіє онлайн-агрегатором подорожей B2C Goibibo та онлайн-платформою продажу автобусних квитків RedBus.in.
31 січня 2017 року MakeMyTrip (MMT) здійснив стратегічне об'єднання з ibibo Group шляхом придбання 100 % акцій ibibo Group у MIH Internet, непрямої дочірньої компанії Naspers, відповідно до угоди про трансакцію від 18 жовтня 2016 року.

## Історія
Ibibo починала як служба соціальної мережі в 2007 році, а пізніше перетворився на компанію електронної комерції та подорожей. У 2009 році був запущений Goibibo.com.

## Придбання та інвестиції

### Bixee
Bixee — це колишня система пошуку роботи в Індії та приклад як вертикального пошуку, так і метапошуку (не плутати з Bixby, голосовим помічником Samsung). Його було запущено наприкінці 2005 року. Компанія також запустила Pixrat, який є службою соціальних закладок для фотографій. Bixee був придбаний компанією ibibo, індійським підрозділом південноафриканського медіагіганта Naspers, у грудні 2006 року.

### Goibibo
Goibibo був запущений у 2009 році та є частиною ibibo Group. Його співзасновниками були Санджай Бхасін і Вікальп Сахні. Goibibo є найбільшим об'єднанням готелів в Індії, а також одним із провідних агрегаторів повітря.

### PayU India
У 2011 році Ibibo запровадив інноваційний платіжний шлюз під назвою PayU на індійському ринку, щоб дозволити вебсайтам інтегрувати транзакції електронної комерції через онлайн-платежі. За допомогою PayU компанія може обробляти платежі за допомогою кредитних і дебетових карток (для понад 50 банків), а також онлайн-банкінгу для банків, зокрема ICICI, HDFC, SBI та Axis Bank. PayU надає API для інтеграції та аналізу транзакцій для підвищення швидкості та безпеки обробки платежів. PayU India запустила першу у своєму роді платіжну систему відкладеного платежу преміум-класу для споживачів «LazyPay», призначену для тих, хто здійснює цифрові транзакції на будь-яку суму від 500 до 2500 рупій і є опцією оплати пізніше.

### redbus.in
Redbus.in став частиною групи ibibo шляхом придбання 100 % у червні 2013 року. redBus — найпопулярніша в Індії онлайн-платформа для продажу автобусних квитків як на мобільних пристроях, так і на комп'ютерах. Бізнес також володіє BOGDS, сервісом хмарних обчислень для автобусних операторів, і SeatSeller, GDS для розповсюдження запасів автобусів.
redBus нещодавно запустив у Делі свою платформу для спільного використання автомобілів і велосипедів під назвою rPool.

### YourBus
У березні 2014 року ibibo Group придбала стартап YourBus, який займається відстеженням автобусів у Бенгалуру. YourBus, заснований випускниками BITS-Pilani Раджешем Малліпедді та Сатією Падманабхамом у 2011 році, є платформою відстеження та аналітики автобусів на основі GPS. Додаток YourBus на смартфоні показує користувачам розташування автобуса в реальному часі на карті. Він також повідомляє користувачам про час прибуття до місця посадки разом з оновленнями через SMS.

### Djubo
У серпні 2015 року ibibo Group придбала міноритарну частку в стартапі хмарних готельних послуг Djubo за нерозголошену суму. Компанія Djubo, заснована в лютому 2015 року Таруном Гулаті та Санкалпом Гоелом, керує бронюванням готелів для понад 100 готелів через єдиний інтерфейс.